# Ждановский (Нижегородская область)
Ждановский (неофициальное название — Колос, Ждан) — посёлок в городском округе Нижний Новгород (присоединён к Нижнему Новгороду с 01.04.2025, до этого относился к Кстовскому району) Нижегородской области России. Административный центр Большеельнинского сельсовета.

## История
По словам жителей посёлка, его «народное» название — Колос — произошло от названия магазина, располагавшегося в доме по адресу ул. Школьная, 19 (ныне здесь находится администрация сельсовета). В советские годы «Колос» прославился тем, что в него напрямую из Москвы привозили дефицитные товары, и туда съезжались покупатели со всего района. Вероятно, по этой причине весь посёлок стал ассоциироваться с магазином. 
Ждан — неофициальное сокращение от полного наименования.
Имелась тенденция превращения посёлка в спальный район Нижнего Новгорода, до 01.04.2025 Ждановский имел статус населённого пункта в составе Кстовского муниципального района, с 01.04.2025 посёлок присоединился к району городской округ Нижний Новгород.

## Население
| 2002 | 2010  | 2021  |
| ---- | ----- | ----- |
| 5499 | ↘5336 | ↗7701 |

## Известные люди
- Мухин, Виктор Петрович (1924—1983) — участник Великой Отечественной войны 1941—1945 гг., Герой Советского Союза. Проживал в посёлке. На доме по ул. Школьная, 22, где проживал Виктор Петрович, установлена памятная доска.

## Экономика
В посёлке находится СПК «Ждановский» — самое крупное сельскохозяйственное предприятие области, действует машиностроительное предприятие «Серебряные зеркала», кабельный завод «ЭЛКАБ».

## Инфраструктура
В посёлке есть почтовое отделение, отделение Сбербанка, кафе, библиотека, Дом культуры, около 20 магазинов, также есть средняя школа и три детских сада.

## Транспорт
Через посёлок в Нижний Новгород ходят автобусы 204, 215, 216, 225 и маршрутные такси 302 и 304. До города Кстово также ходит автобус 272 «Кстово—МЕГА».

## Галерея

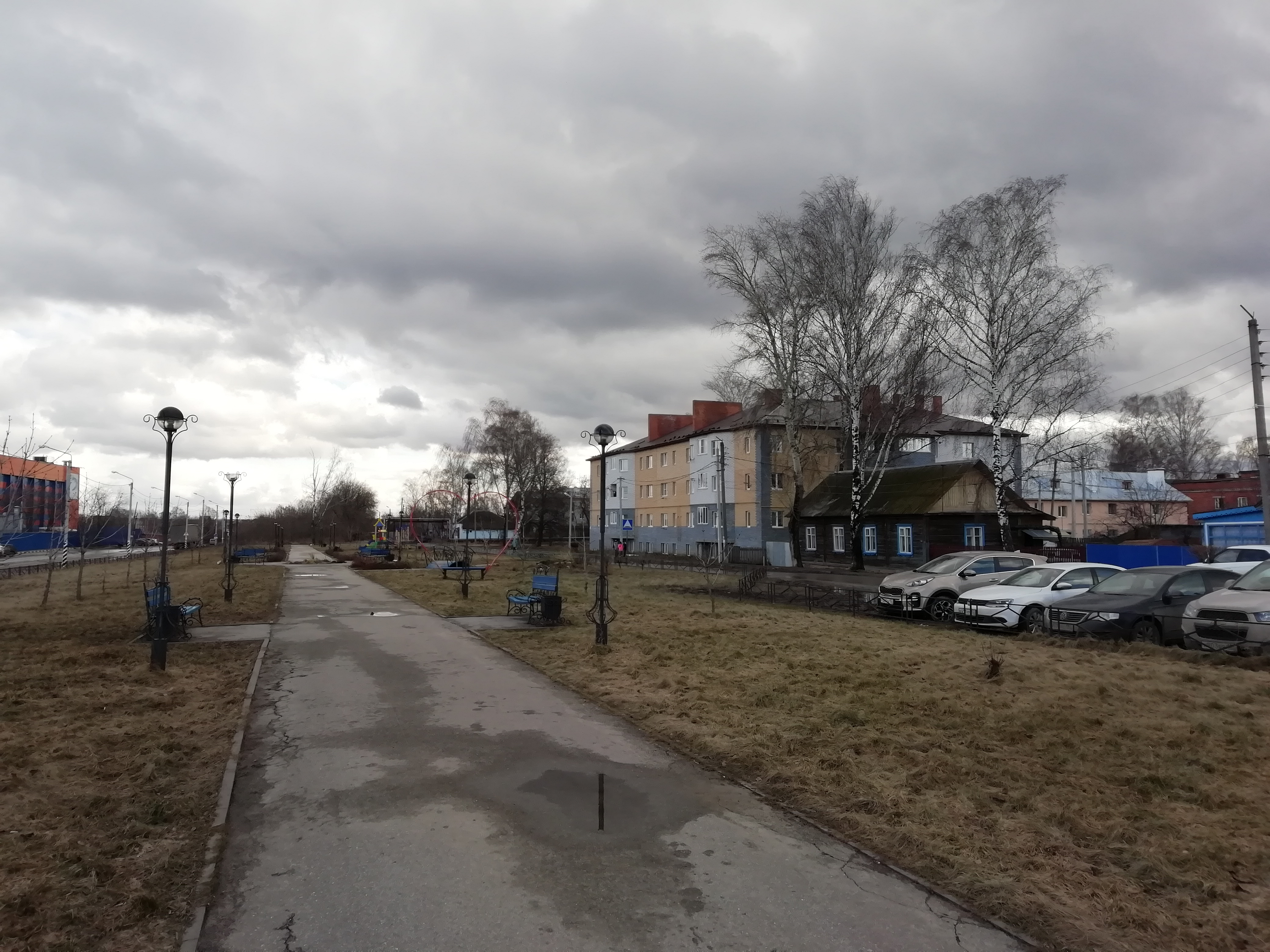
Аллея на ул. Зелёной
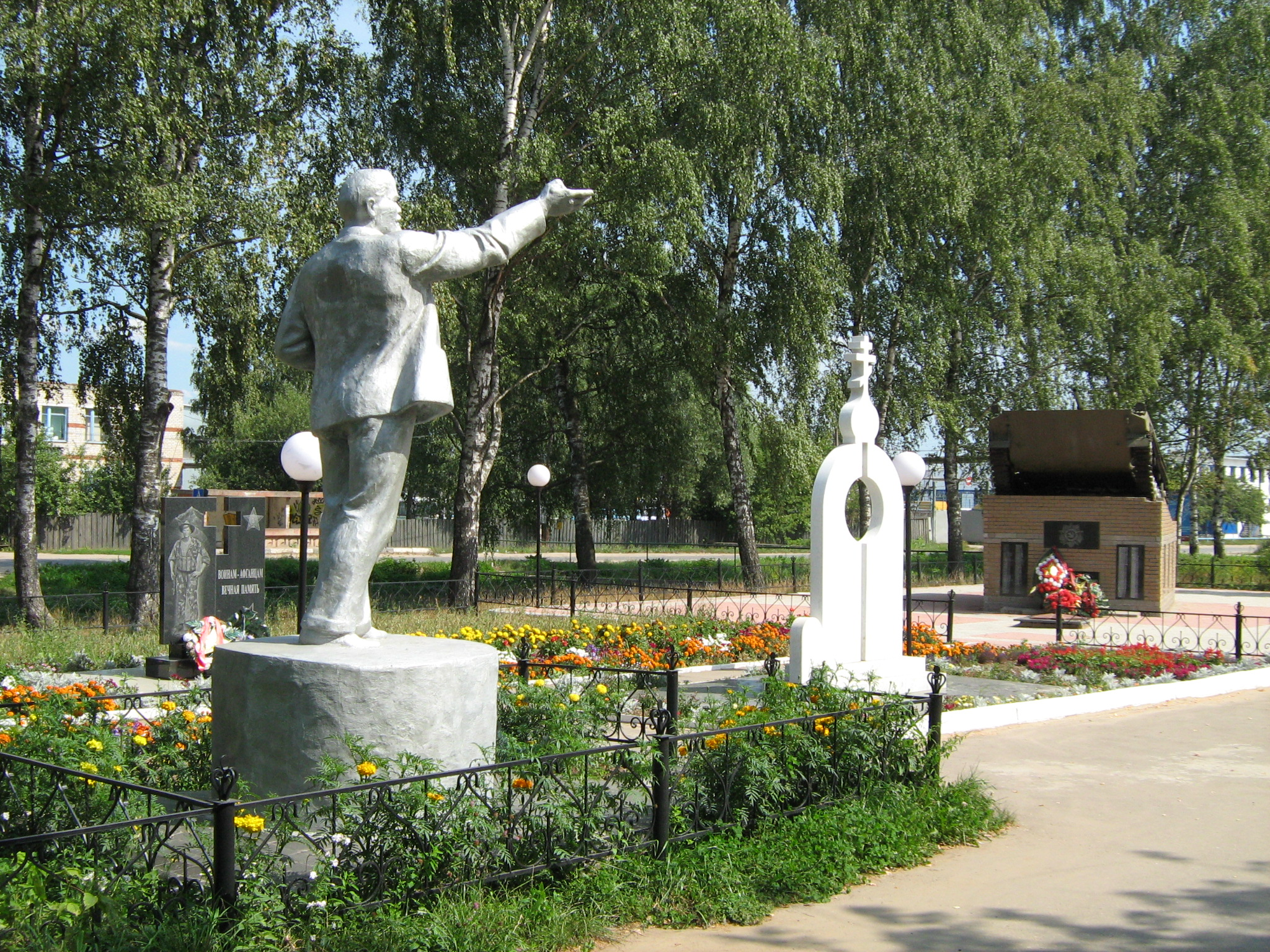
Памятник В. И. Ленину и мемориальный комплекс
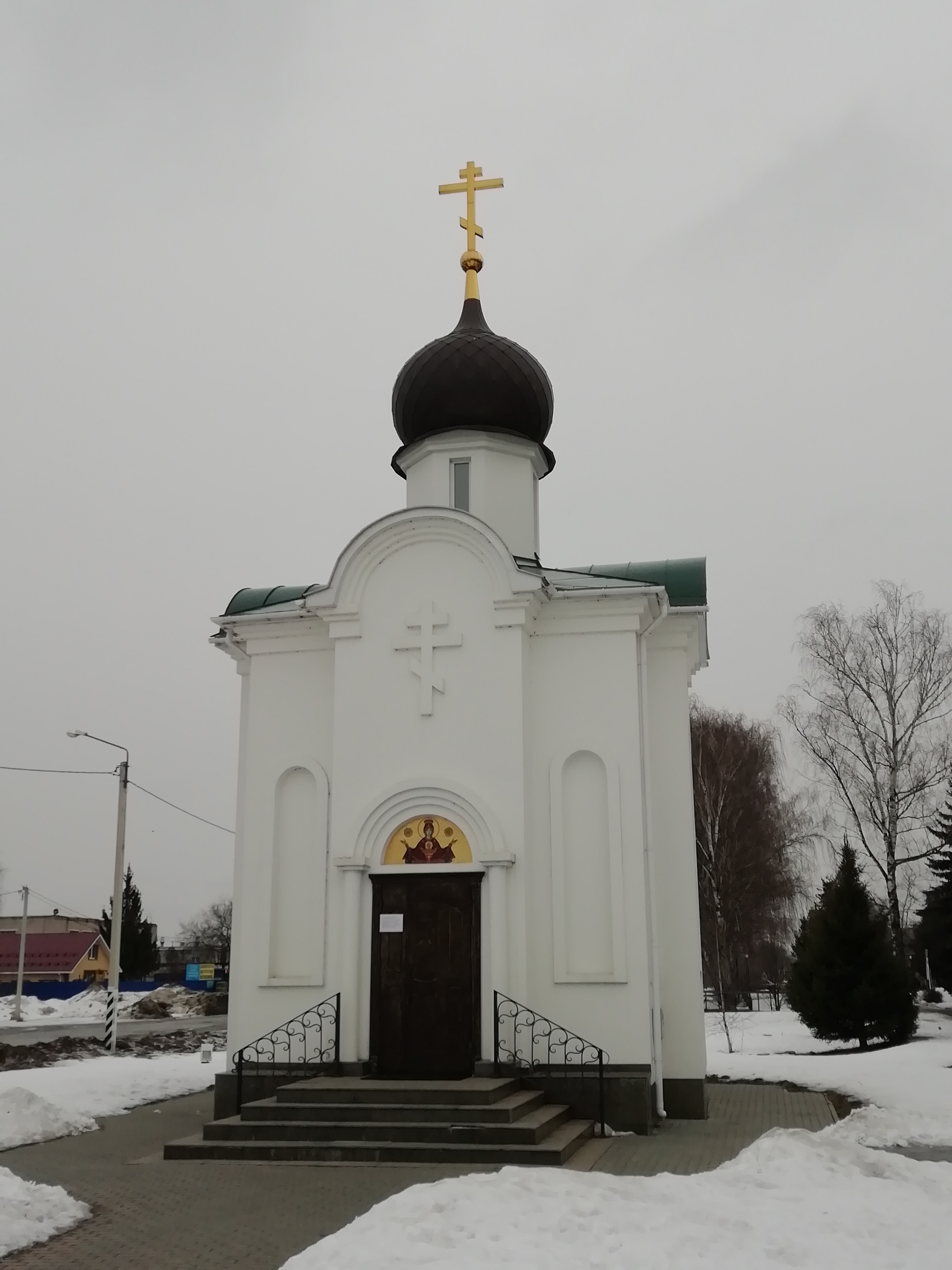
Часовня в честь иконы «Неупиваемая Чаша»
Памятная доска в честь В. П. Мухина